# Ручной сканер
Ручные сканеры — сканеры, при использовании которых необходимо провести считывающим устройством сканера по сканируемой поверхности.

## Первое поколение ручных сканеров

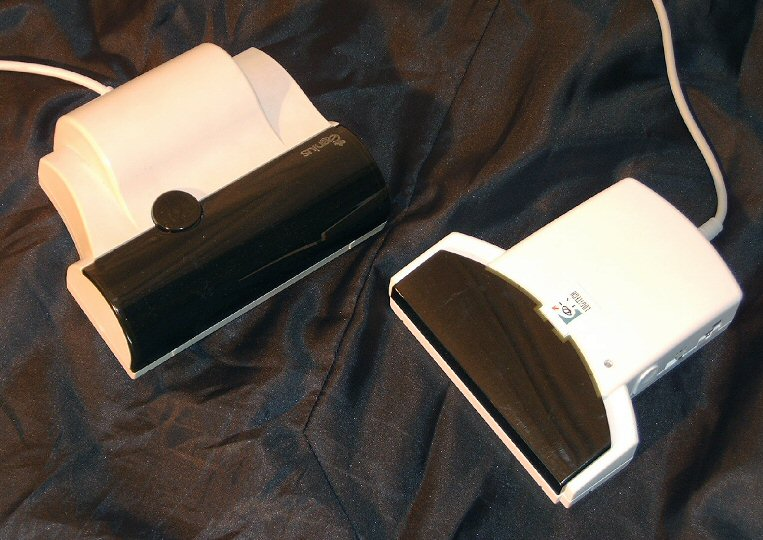
Ручные сканеры первого поколения

Первые ручные сканеры изображений были особенно популярны в начале 90-х. Большинство ручных сканеров были монохромными и для освещения изображения использовали свет нескольких зелёных светодиодов. Как правило, они имели специализированный интерфейс, подходящий к определённому типу компьютеров: например, Atari ST или Commodore Amiga.
В сравнении с планшетными сканерами, первые ручные сканеры имели более компактные размеры, выполняли идентичные функции, но справлялись с задачей на порядок хуже. Например, отсканировать стандартный лист А4 за один проход не представлялось возможным: необходимо было последовательно обрабатывать несколько участков, при цветном сканировании зачастую появлялись ореолы, искажалась цветовая гамма. Главной же проблемой являлось соблюдение постоянной скорости — в большинстве случаев не получалось добиться равномерного движения, что приводило к искажению получаемого изображения.

## Портативные ручные сканеры
Данные устройства — как монохромные, так и цветные — обеспечивают функциональность настольных решений, при этом имея возможность работать независимо от компьютера. Внешне сканер похож на обыкновенную шариковую ручку, но немного толще и длиннее (длина примерно равна ширине листа формата А4). Работают сканеры от перезаряжаемой литий-ионной батареи, количество хранимых отсканированных страниц зависит от объёма памяти конкретной модели (при возможности расширения памяти картами micro-sd), примерное время сканирования одной страницы — 4—8 секунд. Подзарядка и передача изображений на компьютер осуществляется посредством USB кабеля.

## Ручные текстовые сканеры
Этот тип устройств включает в себя сканер и систему распознавания текста, которая позволяет преобразовывать графическое изображение в текстовый файл. Такие сканеры автоматически заносят информацию в любое поле ввода программы или информационной системы на компьютере, где возможен ввод с клавиатуры. Количество распознаваемых языков — до ста пятидесяти, также поддерживаются специальные банковские шрифты и одномерные штрих-коды. Обычно используется при работе с финансовыми документами, персональными данными и в библиотечной сфере. Отличительной особенностью, как уже было сказано, является наличие встроенной OCR.

## Сканеры-записные книжки
Сканеры-записные книжки сочетают в себе функции двух предыдущих видов устройств: работу независимо от компьютера, а также сканирование, сохранение полученного текста (до 500 страниц), передачу данных на ПК или коммуникатор и возможности затем редактировать их в Windows-приложениях.

## Сканеры-переводчики
Ручной сканер-переводчик зачастую является функциональным расширением сканера-записной книжки. Главное отличие устройства — возможность сканировать слово (строку слов) и предоставлять пословный перевод (включая перевод идиомам и фраз), а также функцию произношения строки или отдельного слова на выбранном языке.

## Ручные сканеры для чтения
Разработаны с ориентацией на людей, либо изучающих иностранный язык, либо испытывающих трудности в чтении (например, страдающих дислексией). Сканеры этого типа обеспечивают беглость и автономность чтения и улучшают понимание текста за счет возможности в течение нескольких секунд получить определение и корректное произношение слова.